# Territorialautonomie

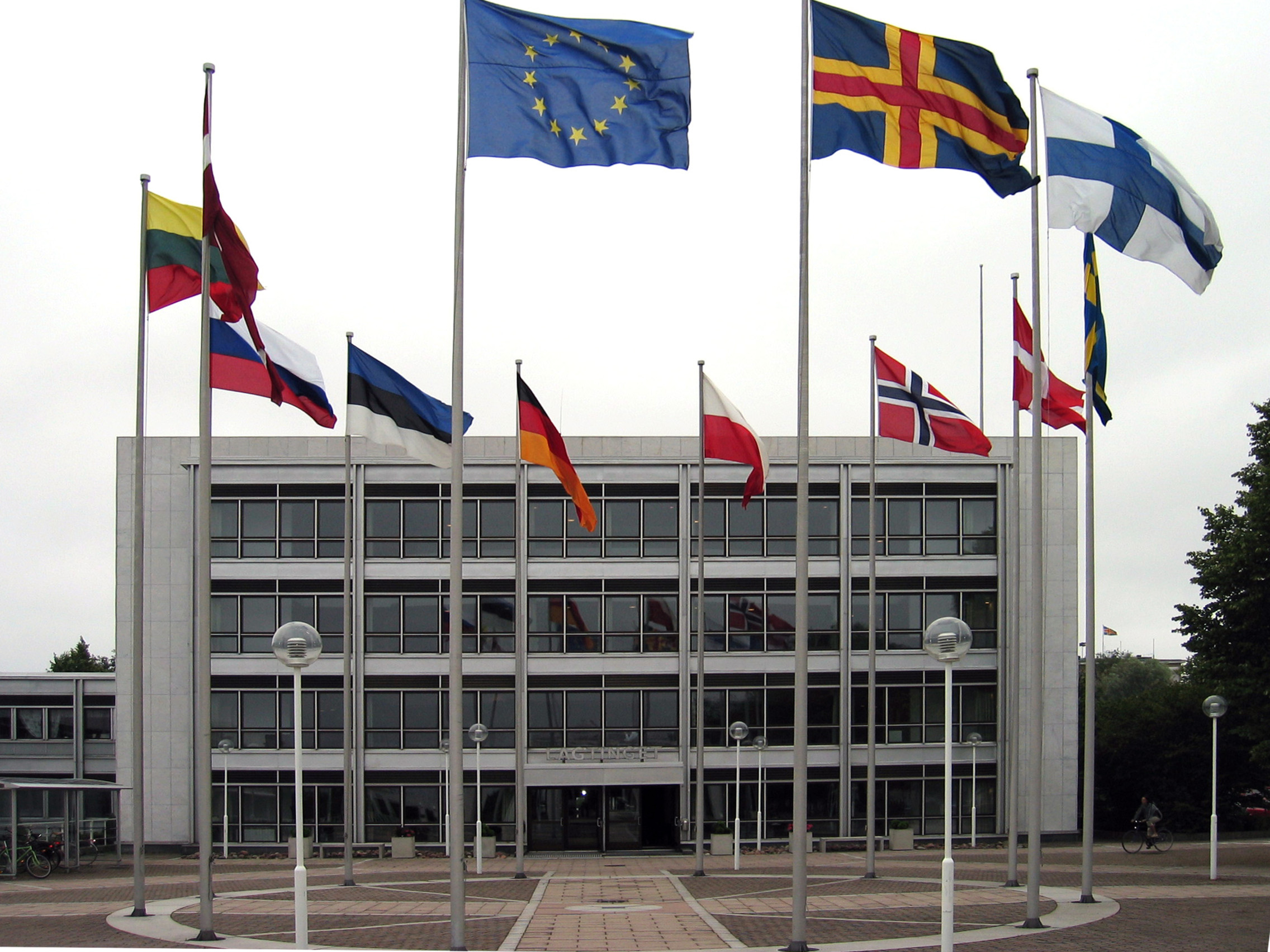
Das Parlament von Åland (Lagting)

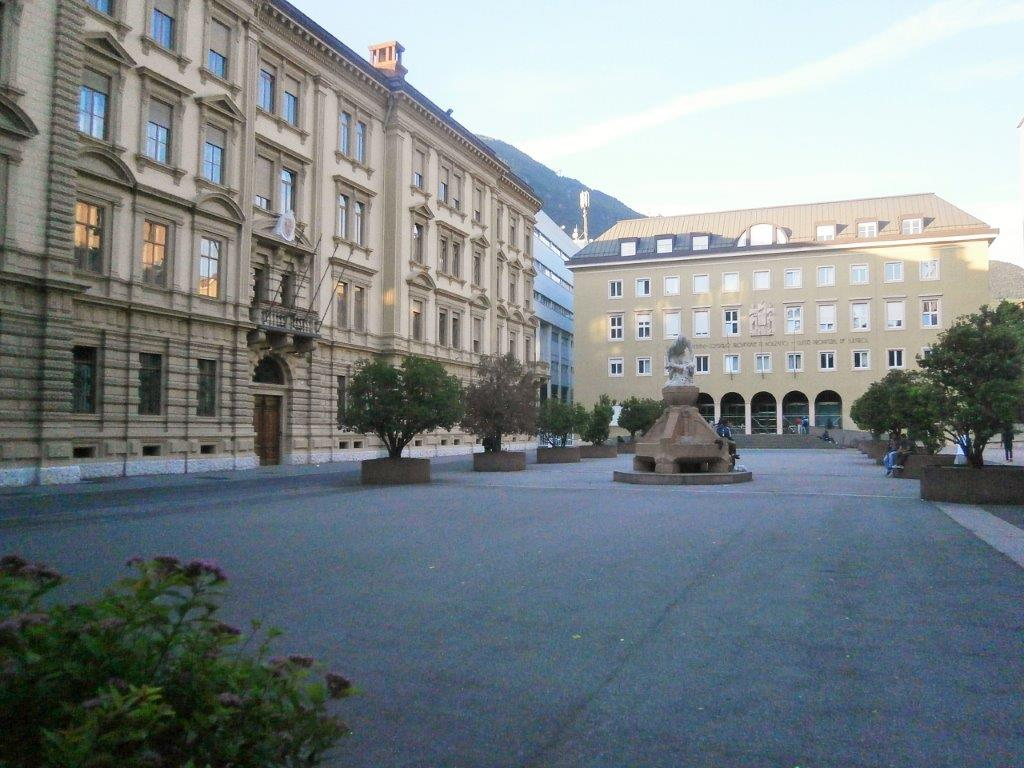
Der Südtiroler Landtag in Bozen

Sub-staatliche Einheiten (Regionen, Länder, Provinzen, Gemeinschaften) mit Territorialautonomie sind Territorien mit Sonderstatus bezüglich der Aufteilung der Gesetzgebungs- und Verwaltungszuständigkeiten zwischen Zentralstaat und dem autonomen Gebiet. Das Wort Autonomie setzt sich zusammen aus autós (das Subjekt oder der Träger einer autonomen Einheit) und nomós (das Gesetz), womit die Gesetzgebungshoheit gemeint ist. Autonomie ist damit eine Form des Power-Dividing, was von Formen des Power-Sharing zu unterscheiden ist.

## Definition
Regionale Territorialautonomie ist eine Form vertikaler (interner) Gewaltenteilung zwischen dem Zentralstaat und einer oder mehreren substaatlichen Einheiten, indem in permanenter Form Gesetzgebungsbefugnisse an eine Region mit gewählter regionaler Versammlung abgetreten werden, wobei die territoriale Integrität des Gesamtstaats gewahrt wird. Territorialautonomie ist somit die auf ein Teilgebiet zugeschnittene besondere Form der vertikalen Aufteilung der politischen Entscheidungsmacht zwischen Staat und autonomem Gebiet.
Mit diesem Konzept wird ein Mindestumfang an Gesetzgebungs- und Verwaltungszuständigkeiten vom Zentralstaat an ein Teilgebiet des Staatsgebiets (Region, Provinz oder Land) übertragen. Damit wird ein Stück politische Entscheidungsmacht vom Zentralstaat, also von der Hauptstadt, in diesen Landesteil und zu seiner gewählten politischen Vertretung gerückt. Im Rahmen der Verfassung und eines Autonomiestatuts erhält diese Region mehr politische Eigenständigkeit, und ihre Bürger erhalten mehr demokratische Mitbestimmungsmöglichkeiten.
In den meisten Fällen heute funktionierender Territorialautonomie ist der Schutz einer sprachlichen, ethnischen oder nationalen Minderheit, eines indigenen Volkes oder eines kleineren Volkes, das in einem relativ geschlossenen und klar abgrenzbaren Gebiet lebt, Hauptzweck dieser Form von vertikaler Gewaltenteilung. Im Unterschied zum symmetrischen Regionalstaat ist Territorialautonomie immer eine Antwort auf einen besonderen politischen Regelungsbedarf für ein spezielles Gebiet. Sie ist deshalb in der Regel (eine Ausnahme bildet Spanien) nur einer oder einigen wenigen Regionen mit besonderen geschichtlichen, geografischen und ethnisch-kulturellen Merkmalen vorbehalten worden. In der Regel war es für die Gewährung von Territorialautonomie erforderlich, dass die Titularethnie oder Volksgruppe dieser Region die Mehrheit oder einen beträchtlichen Anteil der regionalen Gesamtbevölkerung in einem relativ geschlossenen Siedlungsgebiet bildet.
Territorialautonomie ist verfassungsrechtlich verschieden von Gliedstaatlichkeit in einem Föderalsystem, von freier Assoziierung und von Gewaltenteilung in symmetrischen Regionalstaaten. Allerdings können auch Bundesstaaten Territorialautonomie neben den Gliedstaaten oder innerhalb eines Gliedstaats einrichten.

## Grundmerkmale
Mit Territorialautonomie wird dem autonomen Gebiet auf Dauer ein Mindestmaß an Gesetzgebungs- und Verwaltungszuständigkeiten übertragen. Gleichzeitig muss gewährleistet sein, dass diese Zuständigkeiten in demokratischen Verfahren von frei und fair gewählten Organen ausgeübt werden. Von ihrem Grundanliegen her (Minderheitenschutz und territoriale Selbstregierung mit Legislative) muss Territorialautonomie demokratisch verfasst sein. Die bloße Verlagerung von Entscheidungsbefugnissen vom Zentrum an die Peripherie im Rahmen autoritärer Systeme entspricht nicht dem Grundgedanken von Autonomie. Ohne funktionierende Demokratie gibt es keine echte politische Autonomie.
Die staatliche Souveränität muss von der Bevölkerung einer autonomen Region und ihren legitimen Vertretern anerkannt sein, die Regionalautonomie muss de jure und de facto bestehen und in der Rechtsordnung des Staats verankert sein. Eine unabhängige Gerichtsbarkeit auf regionaler und auf Staatsebene (Verfassungs- bzw. Höchstgericht) muss über die Einhaltung der Autonomie wachen. Rechtsstreitigkeiten zwischen dem Zentralstaat und den autonomen Einheiten müssen in diesen Instanzen vor unabhängigen Richtern ausgetragen werden. Ohne funktionierenden Rechtsstaat gibt es keine moderne Autonomie. Schließlich müssen alle legal im autonomen Gebiet ansässigen Staatsbürger dieselben bürgerlichen Freiheiten und politischen Grundrechte genießen, z. B. beim Wahlrecht in der autonomen Region und auf Staatsebene. Reservate indigener Völker sind in diesem Sinne nicht moderner Territorialautonomie gleichzustellen.
Territorialautonomie liegt vor, wenn folgende vier Voraussetzungen erfüllt sind:
1. Demokratie: ein pluralistisches System auf nationaler und regionaler Ebene mit voller Wahrung der bürgerlichen Freiheiten und politischen Grundrechte.
2. Rechtsstaatlichkeit: eine Verfassungs- und Rechtsordnung, die vom Zentralstaat und der betroffenen Region anerkannt und angewandt wird.
3. Gesetzgebungshoheit: Eine autonome Region muss über ein Mindestmaß an Gesetzgebungsbefugnissen verfügen. Die bloße Übertragung von Verwaltungsbefugnissen oder ein Vorschlagsrecht für regionale Gesetze reicht nicht.
4. Die rechtmäßigen Bewohner des autonomen Gebiets genießen dieselben staatsbürgerlichen Rechte auf Staatsebene und in der autonomen Region.

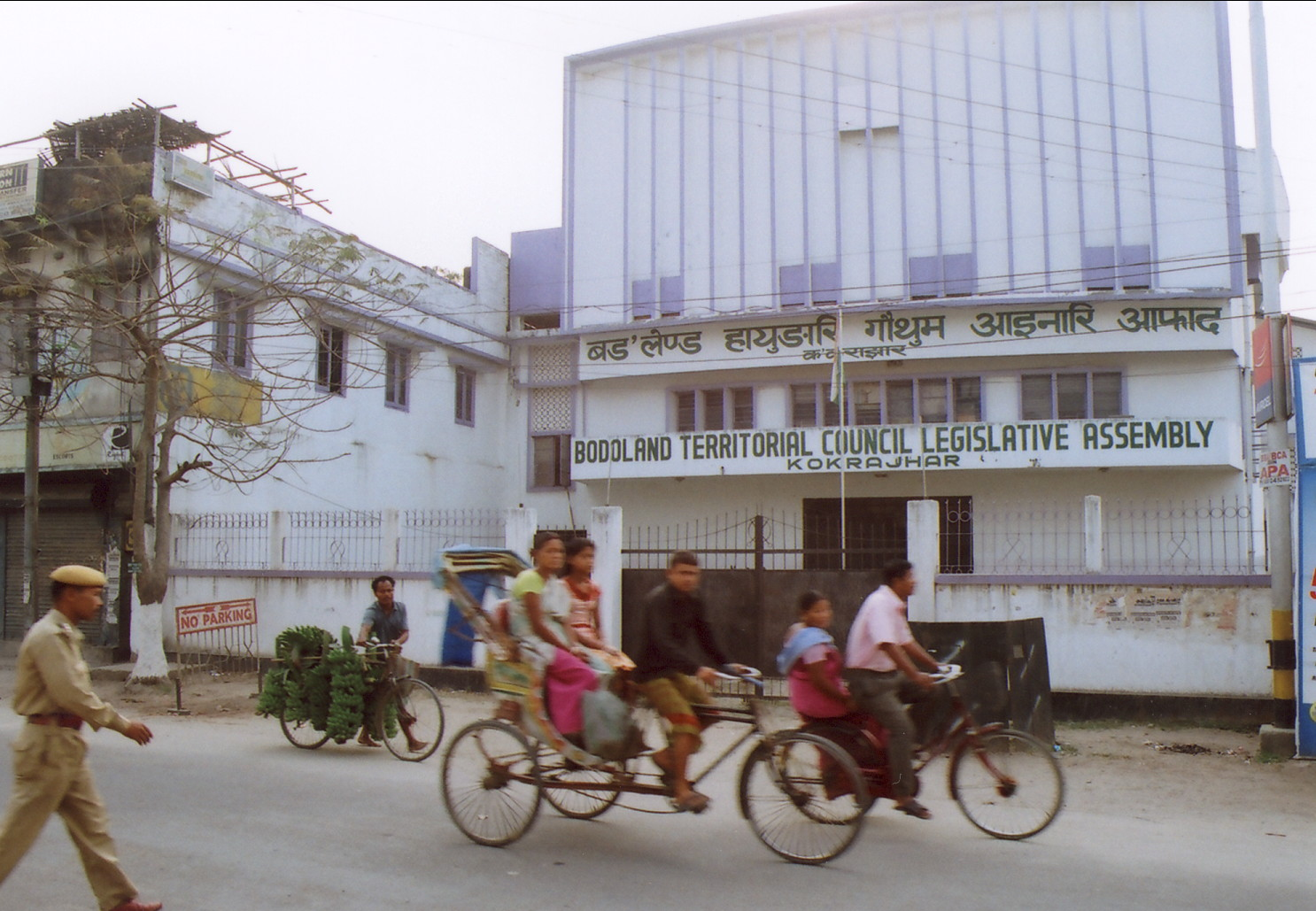
Das Regionalparlament des Autonomen Distrikts Bodoland (Assam, Indien)

## Quasi-Autonomie
Zur Territorialautonomie besteht heute weder in der politischen Praxis noch in der Theorie in Politikwissenschaft und Verfassungsrecht ausreichend Klarheit. In der Literatur wird vielfach die Position vertreten, Territorialautonomie sei gleichbedeutend mit jeder Art von Verlagerung von Regierungsverantwortung auf Teilgebiete eines Staats ungeachtet der verfassungsrechtlichen Rahmenbedingungen und der demokratischen Qualität eines politischen Systems. Der Begriff selbst ist meist positiv besetzt, weshalb zahlreiche Gebietskörperschaften als autonom bezeichnet werden, die es in ihrem Kern nicht sind (vgl. Autonomie).
Zahlreiche sogenannte Autonome Gebiete verfügen nicht über Gesetzgebungsbefugnisse, sondern allenfalls über (exekutive) Verwaltungszuständigkeiten. Andere als „autonom“ geführte Gebiete verfügen zwar über Legislativbefugnisse, sind aber Teil eines Staats, der entweder autoritär regiert wird oder gar nicht demokratisch verfasst ist.
Bei anderen „Autonomie-ähnlichen Arrangements“ ist das Kriterium eines funktionierenden Rechtsstaats auf zentraler und regionaler Ebene zwar erfüllt, und doch handelt es sich aus anderen Gründen nicht um moderne Autonomiesysteme. Derartige Regelungen bestehen etwa in den USA (US-Samoa und die Jungferninseln), in Neuseeland (Cook-Inseln, Tokelau und Niue) und Australien (Norfolk-Inseln). Unter dem Aspekt des Verfassungs- und Völkerrechts entsprechen die meisten dieser Arrangements dem Status eines abhängigen Gebiets gemäß Art. 73 der Charta der Vereinten Nationen oder haben assoziierten Status. Diese Gebiete sind – genauso wie die britischen Kronkolonien – verfassungsrechtlich nicht Teil des jeweiligen Staatsgebietes.
Das Herzstück jeder modernen Territorialautonomie bildet ein frei gewähltes Regionalparlament und eine demokratisch bestimmte Regionalregierung. Sind diese Grundkriterien nicht erfüllt, kann allenfalls von „Quasi-Autonomie“ oder von autonomieähnlichen Arrangements gesprochen werden. Beispiele dafür sind die autonomen Einheiten in Usbekistan (Karakalpakistan), in Tadschikistan (Badachschan), in Pakistan (Azad Kaschmir), in Aserbaidschan (Nachitschewan), in Nicaragua (Karibikküste Nord und Süd), in Somalia (Puntland) sowie alle autonomen Einheiten in der Volksrepublik China. Vor allem das Fehlen demokratischer Entscheidungsverfahren und das Fehlen von echten Gesetzgebungszuständigkeiten lassen die Bezeichnung „autonom“ in zahlreichen Fällen sogenannter „autonomer Gebiete“ als ungerechtfertigt erscheinen.

## Geschichte
Geht man von einer präzisen Definition von Territorialautonomie aus, die einen demokratischen Rechtsstaat voraussetzt, beginnt ihre Geschichte erst 1921 mit der Vereinbarung zwischen Finnland und Schweden zur Einrichtung einer Autonomie auf Åland und dem nachfolgenden Beschluss des Völkerbunds vom 24. Juni 1921. In der Geschichte vor 1921 finden sich durchaus Autonomie-ähnliche Arrangements territorialer Selbstverwaltung, doch waren meist weder Rechtsstaat noch Demokratie als Grundvoraussetzungen vorhanden. Andererseits gab es in den wenigen schon vor dem Ersten Weltkrieg bestehenden demokratischen Rechtsstaaten keine Territorialautonomie. Mit anderen Worten: auch wenn verschiedene Staaten einzelnen Teilgebieten Formen von Autonomie eingeräumt hatten, fand dies nicht unter demokratischen Bedingungen statt.
In der ersten Hälfte des 20. Jahrhunderts wurde in verschiedenen Staaten Europas Territorialautonomie eingerichtet, um politische Konflikte einzudämmen, die aus den Gebietsveränderungen nach dem Ersten Weltkrieg entstanden waren, wie z. B. das Memel-Klaipéda-Gebiet (Memelland in Litauen) und das Saarland (1920–1935, vom Völkerbund verwaltet). Territorialautonomie wurde 1932 Katalonien gewährt und 1936 dem Baskenland, doch beide Autonomien gingen im Spanischen Bürgerkrieg 1936–1939 unter. Erst 1978 bzw. 1979 erhielten die beiden „historischen Nationalitäten“ Spaniens zusammen mit den übrigen Autonomen Gemeinschaften ihre Autonomie zurück.
In der zweiten Nachkriegszeit gab es zunächst ungünstige Rahmenbedingungen für eine breite politische Diskussion über Autonomie. Doch auch der Territorialautonomie als Ersatzlösung für Unabhängigkeit und Eigenstaatlichkeit standen die Staatseliten in der Nachkriegszeit mit Misstrauen gegenüber. Da es in Europa nach 1945 infolge von bestehenden oder neuen Grenzziehungen mehr als 100 nationale Minderheiten gab, wurde Territorialautonomie nicht als Maßnahme der Befriedung, sondern eher als Schritt zur möglichen Revision bestehender Grenzen betrachtet. Autonomie als kollektives Recht von Minderheiten und kleinerer Völker wurde auch außerhalb Europas eher als Bedrohung existierender Staatsgrenzen wahrgenommen denn als Stabilisierung.

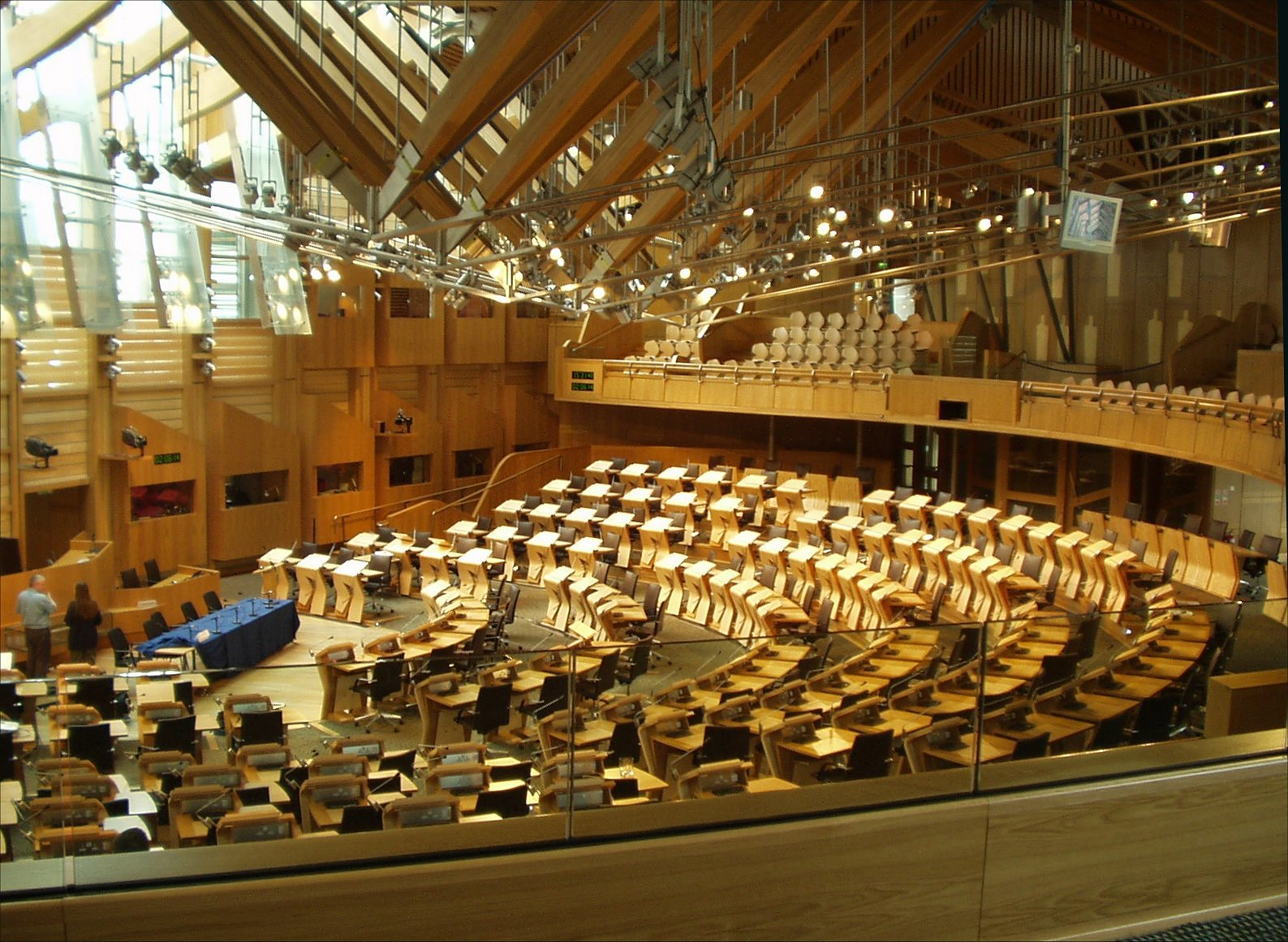
Das Parlament Schottlands in Edinburgh

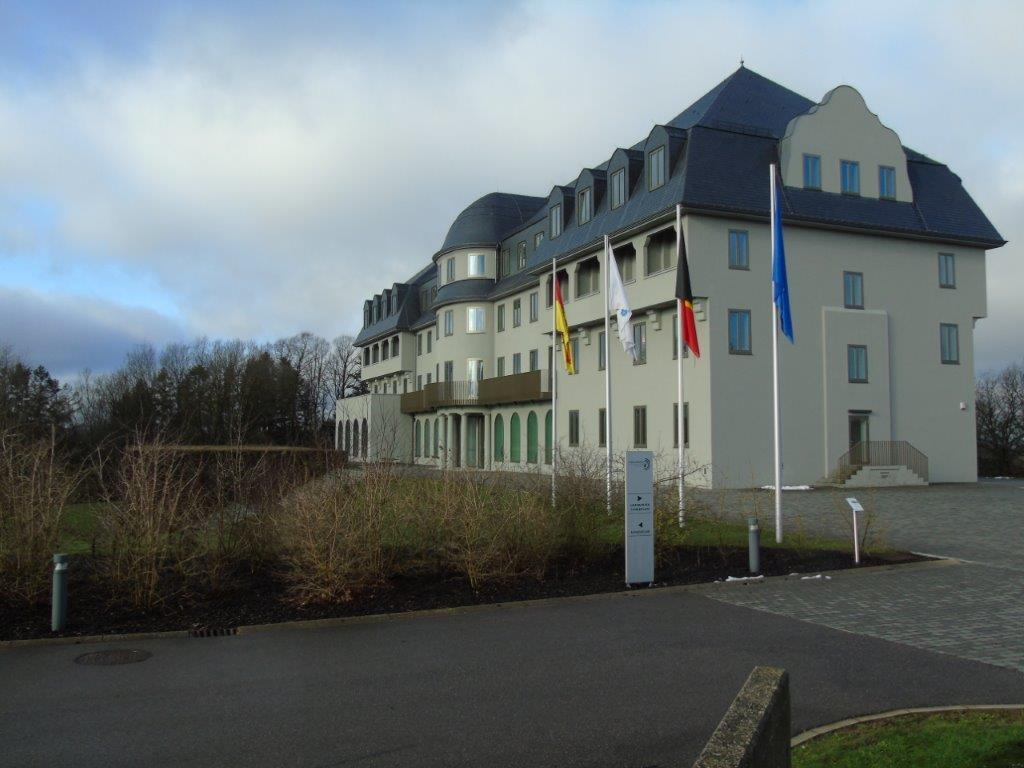
Das Parlament der Deutschsprachigen Gemeinschaft Ostbelgien in Eupen

Neben der ältesten Territorialautonomie Europas, den Åland-Inseln in Finnland, wurden nach 1948 Sonderautonomien in Italien, in den Niederlanden und in Dänemark eingerichtet. Nach der Rückkehr zur Demokratie wurden autonome Regionen auch 1975 in Portugal und ab 1978 in Spanien gegründet. In Belgien erhielt im Windschatten der Umwandlung des zuvor zentralisierten Staats in einen Bundesstaat die deutschsprachige Minderheit in Ostbelgien Territorialautonomie innerhalb Walloniens. Doch auch in Europa waren Autonomieregelungen mehrfach Schwergeburten. In Großbritannien musste Nordirland bis 1998 warten, bis eine international vereinbarte Lösung auf Grundlage der devolution an Parlament und Regierung in Belfast gefunden wurde. Dasselbe geschah in Schottland und mit Verzögerung in Wales. In Frankreich werden die Forderungen nationaler Minderheiten wie der Korsen, Bretonen, Basken und Elsässer nach Territorial- oder zumindest Kulturautonomie hartnäckig zurückgewiesen. Frankreich besteht auf dem Grundsatz, dass es nur eine Nation gibt und hat echte Territorialautonomie erst den beiden „Überseekollektivitäten“ Neukaledonien und Französisch-Polynesien gewährt.
Italien, 1948 als Regionalstaat verfasst, richtete aus ethnischen und historischen Gründen gleich fünf Regionen mit Sonderstatut für nationale Minderheiten ein (Aostatal, Sizilien, Südtirol, Sardinien und Friaul-Julisch Venetien). In Sizilien setzte eine starke Regionalbewegung gleich nach Kriegsende eine weitgehende Autonomie durch.
Der Kosovo erhielt 1974 innerhalb der Teilrepublik Serbiens Territorialautonomie ähnlich wie die Vojvodina. Beide Autonomien wurden vom Milošević-Regime abgeschafft. Die Vojvodina erhielt ihre Autonomie erst 2009 zurück. Auch in Osteuropa und im Kaukasus ist Autonomie in einigen Fällen gescheitert: in Georgien war es die Abschaffung der unter der Sowjetunion eingeräumten Autonomie, die den Aufstand und die Loslösung zweier Regionen, Abchasien und Südossetien, auslöste. In der Ukraine hatte die pluriethnische Krim seit 1994 einen ausgeprägten Autonomiestatus, der 2014 durch die Annexion an Russland verloren ging. In Moldawien hingegen hat die Autonomie von Gagausien seit 1994 Bestand.
Die einzige funktionierende Territorialautonomie in Afrika ist die 1964 begründete Autonomie (Gliedstaatlichkeit) der Insel Sansibar im Rahmen des Staats Tansania. Im postkolonialen Afrika blieben zentralistische Staaten die Regel, Föderalstaaten und Territorialautonomie die seltenen Ausnahmen.
In Asien wurde Autonomie 1970 im Irak für Kurdistan eingeführt, doch vom Hussein-Regime schon 1974 wieder zerschlagen. Erst 1991 nach dem 1. Golfkrieg konnten die Kurden des Irak ihre Autonomie wiedererlangen. In Indien erhielt nach der Unabhängigkeit 1947 das frühere Fürstentum Jammu und Kaschmir einen Sonderstatus als Gliedstaat, der 2019 wieder abgeschafft worden ist.
Auf den Philippinen und in Indonesien wurde Autonomie erst in den 1990er Jahren als taugliches Konzept zur Lösung der Konflikte mit den Minderheitenvölkern in Mindanao, Westpapua und Aceh begriffen. Die muslimische Bevölkerung auf Mindanao hatte einen langen Kampf gegen den philippinischen Staat auszutragen, bis ihre Region 2014 im Rahmen eines Friedensvertrags Autonomie erhielt, die 2019 zur Autonomen Region Bangsamoro erweitert wurde. Der Gewährung von Autonomie an die Provinz Aceh im Jahr 2001 im äußersten Westen Sumatras war ein jahrzehntelanger blutiger Konflikt vorausgegangen.
In Ozeanien hat die seit 2002 autonome Insel Bougainville 2019 mit großer Mehrheit für die Sezession von Papua-Neuguinea und damit für die Beendigung des Autonomiestatus gestimmt.
Die erste Territorialautonomie Amerikas entstand 1938 in Panama in der Comarca Guna Yala (Neugründung 1953). Erst 1987 folgte die Einrichtung von Autonomie zugunsten der indigenen Völker an der Karibikküste Nicaraguas (umgesetzt erst ab 2003). 1999 erhielt Nunavut im Rahmen des Föderalsystems Kanadas eine Sonderautonomie und 2003 das Yukon-Territorium. Sowohl in Lateinamerika als auch in Nordamerika haben die meisten indigenen Völker, soweit sie nicht ausgerottet, mestizisiert oder assimiliert worden sind, andere Formen von Selbstverwaltung erhalten, vor allem ethnische Reservate. Moderne Territorialautonomie ist die seltene Ausnahme geblieben.

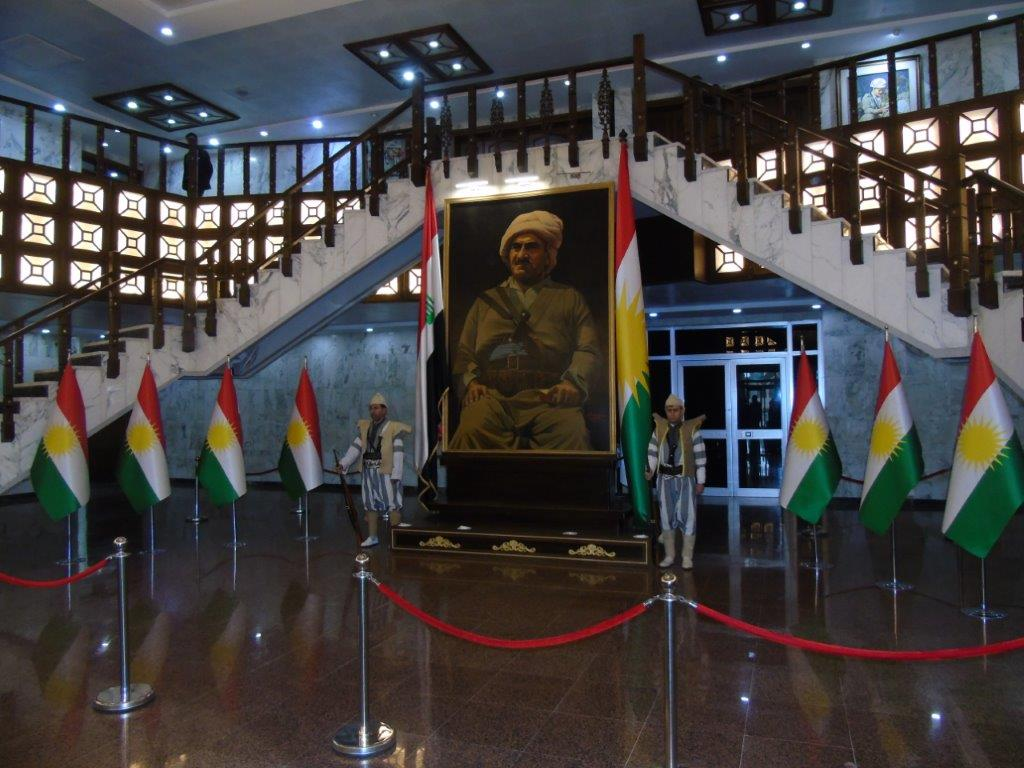
Die Eingangshalle des Parlaments der Autonomen Region Kurdistan (Irak) in Erbil

In einigen Fällen war Territorialautonomie als Übergangslösung konzipiert mit der Option der Entscheidung zwischen Unabhängigkeit und Autonomie. Bougainville, die Niederländischen Antillen, der Südsudan haben sich für die Eigenstaatlichkeit oder einen anderen Status gegenüber dem Mutterstaat entschieden (z. B. freie Assoziierung). Geschichtlich gesehen kann Territorialautonomie nicht als statische, endgültige Lösung begriffen werden: Satzungen und Statuten autonomer Regionen wurden oft weiterentwickelt, die gesamte Autonomie damit erweitert und vervollständigt. In historischer Perspektive hat Territorialautonomie vor allem dem Minderheitenschutz und der Befriedung von Konflikten zwischen Zentralstaaten und nationalen Minderheiten und kleineren Völkern gedient und hat sich in der Mehrheit der Fälle als langfristig stabile Lösung derartiger Konflikte bewährt.

## Beispiele

### Åland (Finnland)
Der „Åland-Archipel“ besteht aus rund 6.500 Inseln zwischen Finnland und Schweden mit einer Landfläche von 1.527 km2. Die Inselgruppe zählt gerade mal 30.000 Einwohner, wovon allein die Hälfte in der Hauptstadt Mariehamn lebt. Åland ist eine ganz besondere Region: autonom, demilitarisiert, neutral, schwedisch in Sprache und Kultur und doch ein Teil Finnlands. Seit 1921 ist Åland aufgrund einer Übereinkunft zwischen Schweden und Finnland und eines finnischen Staatsgesetzes autonom und damit weltweit die älteste „moderne Territorialautonomie“ als Teil eines demokratischen Rechtsstaats. Diese Form der Selbstregierung der Åländer wurde am 24. Juni 1921 in Genf vom Völkerbund gutgeheißen, der offiziell beschloss, dass Finnland die Souveränität auf Åland zustehe, ein verstärkter Schutz der schwedischen Sprache und Kultur Teil des bestehenden Autonomiegesetzes von 1920 werden solle, und der ganze Archipel einen demilitarisierten und neutralen Status erhalten solle. Die Autonomie von Åland ist auch in der finnischen Verfassung (Art. 120) verankert. Im Oktober 1921 unterzeichneten 10 Staaten eine Konvention zur vollständigen Demilitarisierung und Neutralität der Inseln, was von der Pariser Friedenskonferenz 1946 bestätigt wurde. Oft werden die Åland-Inseln wegen dieser Demilitarisierung auch als „Friedensinseln“ bezeichnet. Das Statut der Åland-Inseln ist 1951 und 1991 überarbeitet worden.
Am 8. Mai 1922 fanden die ersten Wahlen zum Landtag (Lagting) statt, der am 9. Juni 1922 zum ersten Mal zusammentrat. Seitdem wird der 9. Juni als Ålands „Tag der Autonomie“ gefeiert. Der Landtag besitzt Gesetzgebungskompetenz für die Angelegenheiten, die der Selbstverwaltung unterfallen. Zu diesen Angelegenheiten gehören praktisch alle Regelungen der inneren Verwaltung, des örtlichen Wirtschaftslebens, der Sozialfürsorge sowie der inneren Ordnung. Beim finnischen Staat verbleiben die Kompetenzen in der Außenpolitik, der größte Teil des Zivil- und Strafrechts, die Organisation der Gerichte sowie Zoll- und Steuerangelegenheiten. 2021–2022 feiert Åland das 100-jährige Bestehen seiner Autonomie. Das Jubiläumsjahr beginnt am 9. Juni 2021 und dauert bis zum 9. Juni 2022, genau 100 Jahre nach der ersten Versammlung des Lagtings.

### Südtirol (Italien)
Südtirol (532.000 Einwohner, 7.400 km²) umfasst den südlichen Teil des historischen Tirol, das von 1363 bis 1918 zur Habsburgermonarchie gehörte. 2011 zählten sich fast 70 % seiner Bewohner zur deutschen Sprachgruppe, rund 25 % zur italienischen Sprachgruppe und 4,5 % zu den Dolomiten-Ladinern. Südtirol bildet zusammen mit dem Trentino (Provinz Trient) eine der 5 Regionen Italiens mit Sonderstatut. Es ist die einzige Territorialautonomie Italiens, die auf einem völkerrechtlichen Vertrag beruht, nämlich dem am 5. September 1946 unterzeichneten „Pariser Vertrag“ zwischen Italien und Österreich. Südtirol war nach dem Ersten Weltkrieg infolge der Niederlage und des Zusammenbruchs der Habsburgermonarchie von Österreich an Italien abgetreten worden.
Das 1. Autonomiestatut von 1948 übertrug der von einer italienischen Mehrheit beherrschten Region „Trentino-Tiroler Etschland“ (damalige Bezeichnung) den Großteil der autonomen Gesetzgebungs- und Verwaltungszuständigkeiten. Gegen diese Pseudoautonomie wehrten sich die Südtiroler sowohl auf politischer Ebene wie auch mit gewaltsamem Widerstand. Erst das am 20. Januar 1972 in Kraft getretene 2. Autonomiestatut sicherte Südtirol mit seinen demokratischen Organen die zentrale Rolle in der Territorialautonomie zu. Die Südtirol-Autonomie von 1972 war ein Kompromiss zwischen der Südtiroler Volkspartei (SVP) und dem italienischen Staat, zahlreiche Forderungen der Südtiroler blieben unerfüllt, die Region Trentino-Südtirol blieb bestehen. Nach der Streitbeilegungserklärung zwischen Italien und Österreich von 1992 konnte diese Autonomie ausgebaut werden. Allerdings kam es nach der Verfassungsreform von 2001 auch zu Einschränkungen der Autonomie. Im Unterschied zu anderen Regionen mit Territorialautonomie Europas (Ostbelgien, Åland, Grönland, Katalonien) ist das 2. Autonomiestatut seit 1972 keiner Generalrevision unterzogen worden. Sowohl auf parlamentarischer Ebene in Rom als auch mit partizipativen Verfahren in Südtirol (Autonomiekonvent) wird seit Jahren eine Reform des Statuts angestrebt, was bisher noch keinen Erfolg gezeitigt hat.
Eine Besonderheit der Südtirol-Autonomie besteht darin, dass die drei offiziellen Sprachgruppen als Rechtssubjekte anerkannt sind und Vertretungsrechte in den politischen Organen genießen. In Südtirol bestehen ausgefeilte Regelungen der konkordanzdemokratischen Entscheidungsfindung und Konfliktschlichtung. Dennoch gibt es seit 1980er Jahren eine Bewegung für die Selbstbestimmung und Loslösung Südtirols von Italien, die von einem beträchtlichen Teil der Wählerschaft unterstützt wird.

Die Lage der Provinz Aceh in Indonesien

### Aceh (Indonesien)
Aceh, die westlichste Provinz Indonesiens (rund 58.000 km2, 5,2 Millionen Einwohner), hat ein bewegtes Jahrhundert hinter sich. Nach jahrzehntelangem Kampf gegen die Kolonialmacht Niederlande wurde 1949 die Unabhängigkeit Indonesiens ausgerufen. Anstelle der erhofften Autonomie für die Region, marschierten indonesische Truppen in die Provinz ein. Für die Acehnesen, die sich sei es ethnisch-sprachlich als auch religiös – sie pflegen eine orthodoxere Form des Islam – von der indonesischen Mehrheitsbevölkerung unterscheiden, kam diese Militäraktion einer ausländischen Invasion gleich. Seit 1976 kämpfte die „Bewegung für ein freies Aceh“ GAM für Unabhängigkeit. Lange herrschte in der Region grausames Kriegsrecht und blutige Repression. In den 1990er Jahren erreichten sie den Höhepunkt: 12.000 Menschen starben, Hunderttausende wurden vertrieben. Am 26. Dezember 2004 verhalf ein schreckliches Naturereignis den Friedensverhandlungen zum Durchbruch. Die 230.000 Opfer des Tsunami führten die Konfliktparteien an einen Tisch. In kürzester Zeit einigte man sich auf eine umfassende Autonomie. Unter Beteiligung der Zivilgesellschaft, der Universitäten, der Parteien und der GAM wurde ein Autonomieentwurf für Aceh erarbeitet. Am 13. Juli 2006 verabschiedete das Parlament in Jakarta einen für Indonesien einzigartigen Autonomiestatus, der fast alle Wünsche der Acehnesen erfüllt. Die GAM wurde zu einer politischen Partei und einer ihrer früheren Kommandanten zum ersten frei gewählten Präsidenten Acehs. Die Region besitzt heute Sonderrechte im Bereich des Zivil- und Strafrechts. Es herrscht eine eigene Form der islamischen Sharia. Das an Erdöl und Erdgas reiche Aceh kann 70 % der Fördererlöse behalten.

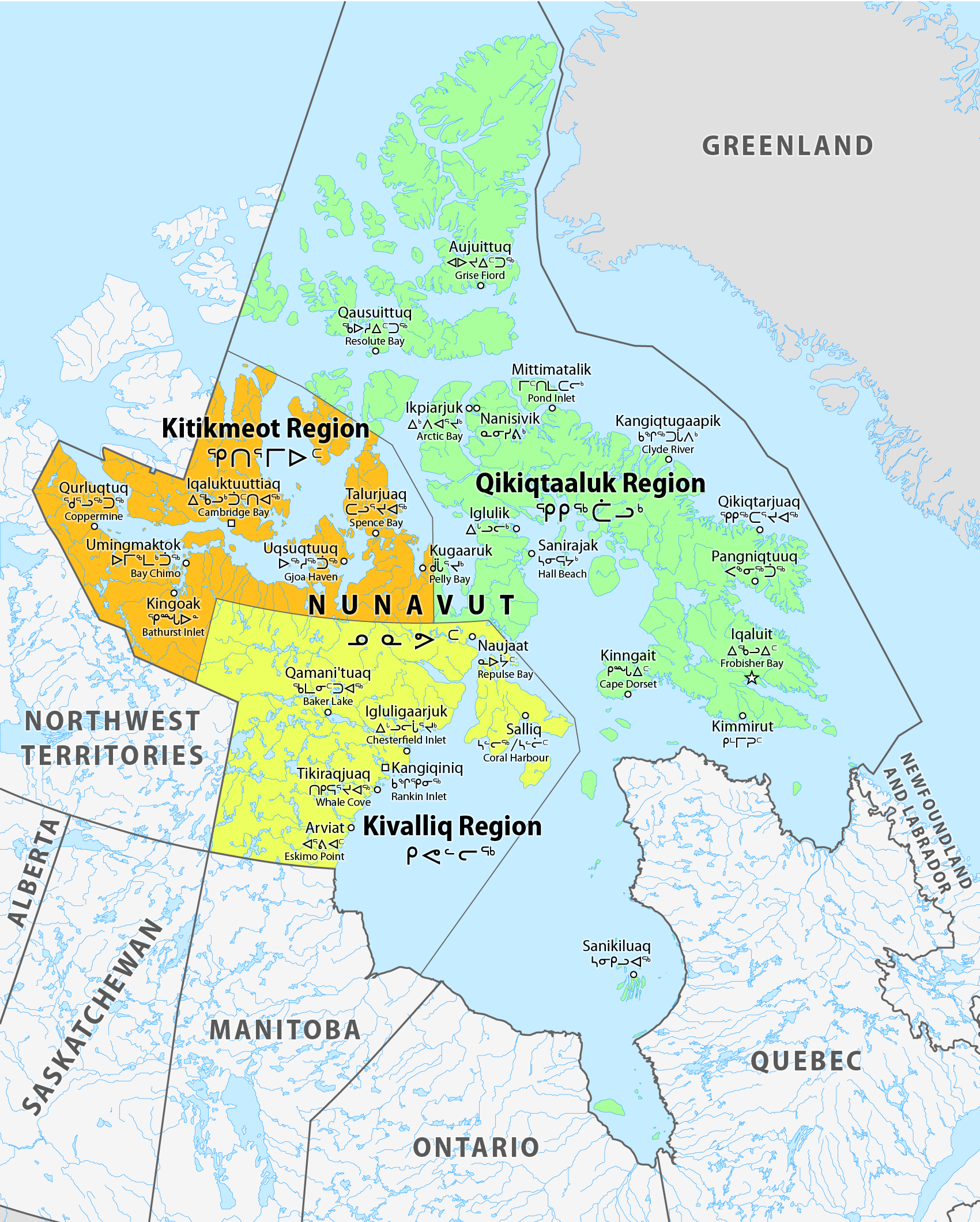
Nunavut in Kanada

### Nunavut (Kanada)
Nach Grönland ist Nunavut mit 1.968.400 km2 und 36.000 Einwohnern die größte und gleichzeitig am dünnsten besiedelte autonome Region der Erde. Seit mindestens 2000 Jahren bewohnen fast nur Inuit in kleinen Dorfgemeinschaften den unwirtlichen Norden Kanadas. Ihre Lebensgrundlage war bis in jüngste Zeit der Fischfang und die Jagd, seit 1999 ist es die Autonomie. Zu dieser Lösung konnte es nur kommen, weil Kanada eine weitblickende Politik zumindest gegenüber diesen Ureinwohnern betrieben hatte. Im Unterschied zu den USA hatte Ottawa das Inuit-Land immer in Regierungshand behalten, weißen Siedlern den Zugang verwehrt und Privatisierung verhindert. Nach langen Verhandlungen mit der gebildeten neuen Führungsschicht der Inuit kam es 1993 zum historischen Erfolg des Nunavut Act, dem Grundgesetz des autonomen Nunavut. Nunavut hat eine demokratisch gewählte Versammlung und Regierung. Weil schon wenige Bergbauarbeitersiedlungen die ethnische Zusammensetzung völlig aus dem Gleichgewicht bringen würden, sind die Zuwanderungskontrollen sehr strikt und 15 der 19 Mitglieder des Landtags müssen Inuit sein. Der Nunavut-Act ist nicht nur ein Autonomiestatut mit Verfassungsrang, sondern auch eine umfassende Regelung der Landeigentums- und Landnutzungsrechte. Eine Fläche von 352.000 km2 - das entspricht der Größe Deutschlands - wurde zum direkten Gemeinschaftseigentum der Inuit. Ein für den Bergbau interessantes Gebiet von 36.000 km2 darf nur von den Inuit genutzt werden. Verwaltet wird dieser Gemeinschaftsbesitz von der Tungavik Incorporation, dem „Konzern“ der Inuit. Daneben erhält Nunavut großzügige Finanzhilfen aus Ottawa. Für indigene Völker Amerikas ist Nunavut ein großes Vorbild. Im hohen Norden Kanadas ist der Traum eines indigenen Volks von einem eigenen Territorium mit gemeinschaftlicher Kontrolle der natürlichen Ressourcen verwirklicht worden. Dank Territorialautonomie verwalten die Inuit ihr Land und ihre wirtschaftlichen Lebensgrundlagen selbst und nutzen diese auch zur Erhaltung ihrer kulturellen Identität.

Bodoland Territorial Area District (Assam, Indien)

### Bodoland (Indien)
Die autonome Region Bodoland (8.821 km2, 3,155 Mio. Einwohner) ist als „Bodoland Territorial Area District“ 2003 auf der Grundlage des 6. Anhangs der indischen Verfassung und eines Friedensabkommens zwischen dem Staat und den „Bodoland Liberation Tigers“ gegründet worden. Die Bodos hatten schon seit 1929 von der britischen Kolonialverwaltung Selbstverwaltung gefordert. Nachdem diese Forderung auch im unabhängigen Indien jahrzehntelang ignoriert worden war, kämpften mehrere Befreiungsfronten seit den 1980er Jahren mit Guerillataktik für die Selbstbestimmung, in Form eines eigenen Gliedstaats in Indien. Schließlich akzeptierten die Bodos eine Kompromisslösung, nämlich eine Territorialautonomie innerhalb des Bundesstaats Assam. Die Bodos bilden mit etwa zwei Millionen Menschen die größte ethnische Minderheit im heutigen Assam. Die Bodo-Sprache ist als ko-offizielle Sprache sowohl im Bodoland als auch in Assam insgesamt anerkannt. Da die erste Territorialautonomie nicht konsequent umgesetzt wurde und aus der Sicht großer Teile der Bodo unzureichend war, griffen verschiedene Milizen der Bodos seit 2010 wieder zu den Waffen. Am 27. Januar 2020 unterzeichneten die Vertreter der National Democratic Front of Bodoland (NDFB), der All Bodo Students‘ Union ABSU und Vertreter der Bundesregierung in Delhi ein neues Friedensabkommen. Gleichzeitig legten 1.550 Kämpfer der verschiedenen Bodo-Milizen ihre Waffen nieder. Insgesamt bildet das neue Friedensabkommen die Grundlage für die Selbstregierung, für die wirtschaftliche Entwicklung und für das Zusammenleben der Volksgruppen der Region Bodoland. Kontinuierlich müssen Kompromisse zwischen der Titularnation (Bodo) und den übrigen Minderheiten, zwischen den anerkannten Stammesangehörigen (scheduled tribes) und der Nicht-Stammesbevölkerung gefunden werden. Das friedliche Zusammenleben aller ethnischen Gruppen und die gemeinsame Regierungsführung bleibt weiterhin die größte Herausforderung des Bodolands. Die Region wird als die am weitesten fortgeschrittene Territorialautonomie Indiens betrachtet.